# سهره چهچهه‌زن خاکستری
سهره چهچهه‌زن خاکستری (نام علمی: Poospiza cinerea) نام یک گونه از سرده سهره چهچهه‌زن است.